# Pterogonium peregrinum
Pterogonium peregrinum är en bladmossart som beskrevs av W. P. Schimper in Jardin 1875. Pterogonium peregrinum ingår i släktet Pterogonium och familjen Leucodontaceae. Inga underarter finns listade i Catalogue of Life.